# Ferrari HY-KERS
Ferrari HY-KERS – samochód sportowy produkowany przez Ferrari, zadebiutował podczas salonu w Genewie w 2010 roku. Jest to prototyp auta z napędem hybrydowym skonstruowany na bazie Ferrari 599 GTB Fiorano. Auto jest jeszcze w fazie eksperymentów.